# Павлов Сергій Олександрович
Сергі́й Олекса́ндрович Па́влов (1991—2023) — український військовослужбовець, учасник російсько-української війни.

## Життєпис
Народився 10 квітня 1991 року. Навчався в Конотопській загальноосвітній школі № 11.
До початку повномасштабного вторгнення працював таксистом в Києві.
З початком війни став на захист України в лавах 66 ОМБр. Був водієм бронетранспортера, евакуйовував поранених.
Загинув 9 січня 2023 року, ворожий боєприпас влучив у БТР, яким керував Сергій — під час евакуації пораненого з позиції.
26 січня 2023 року відбулося прощання в Конотопі.

## Нагороди
- Орден «За мужність» III ступеня[3][4].
- почесний громадянин Конотопа (посмертно)[5]